# Roudnice nad Labem (stacja kolejowa)
Roudnice nad Labem – stacja kolejowa w Roudnicy nad Labem, w kraju ujskim, w Czechach. Znajdują się tu 4 perony.